# Boulevard Béranger
Le boulevard Béranger est une voie de la commune française de Tours. Il marque la frontière entre le Vieux-Tours au nord et le quartier Grammont-Prébendes au sud.

## Situation et accès

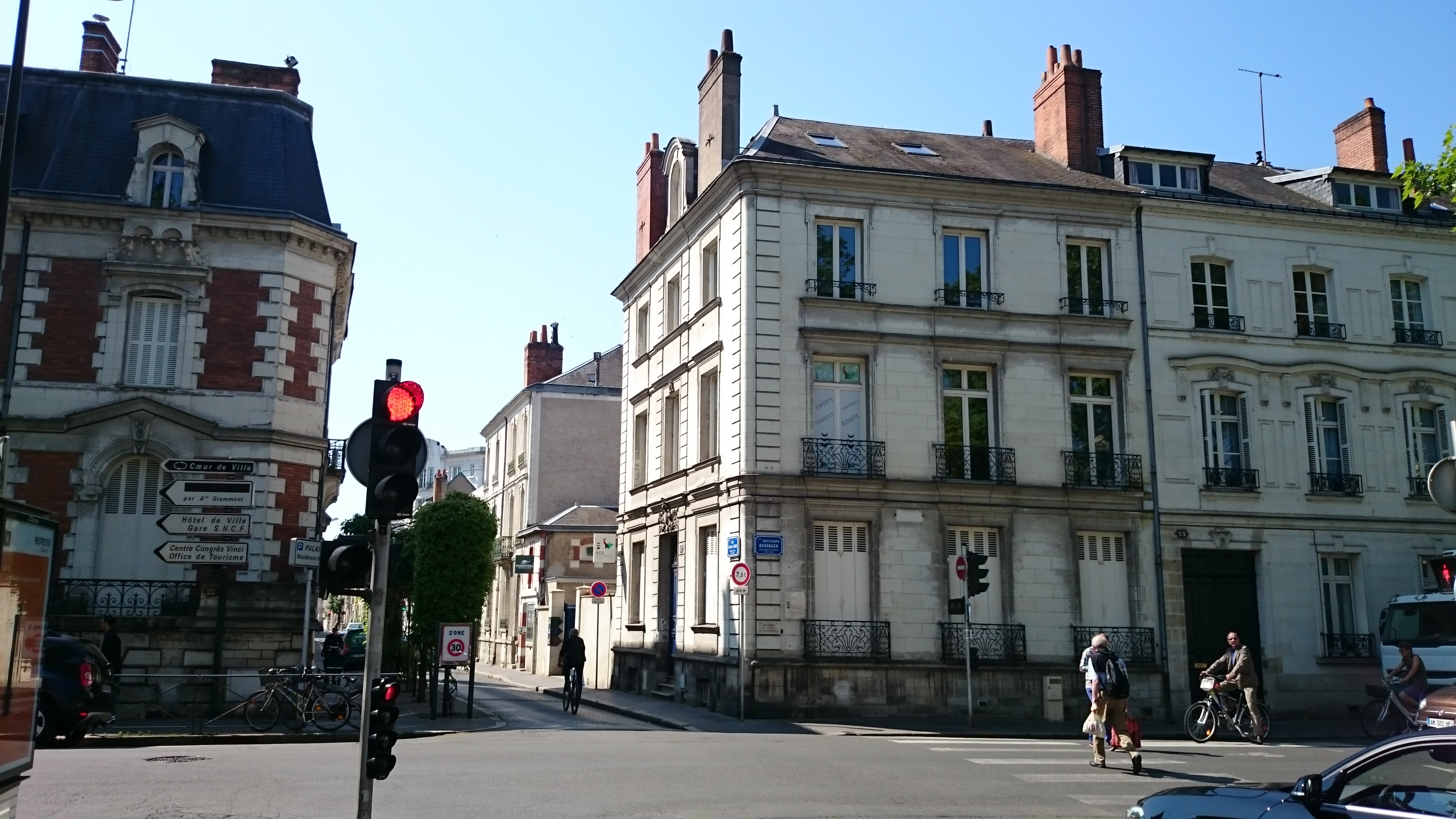
Croisement entre le boulevard Béranger et la rue George Sand.

Le boulevard part de l'ouest de la place Jean-Jaurès et s’étend jusqu'à la place Saint-Éloi, où se trouve le prieuré Saint-Éloi.

## Origine du nom
Il porte le nom de Pierre-Jean de Béranger (1780-1857), qui a séjourné à Saint-Cyr-sur-Loire (1836-1838) et Tours (1838-1840), sur le Grand Mail devenu boulevard Béranger.

## Historique
Son percement, à l'emplacement du mail, est prévu dans le plan de Tours présenté par Jean-Bernard-Abraham Jacquemin vers 1810.
En 2017, un projet de réalisation de la ligne B de tramway est annoncé, menaçant les arbres du boulevard. Toutefois, la mobilisation d'associations de protection du patrimoine parviennent à en modifier le tracé afin d'éviter leur destruction.

## Bâtiments remarquables et lieux de mémoire
- no 1 : La Poste
- no 33 : Hôtel Sagey (ancien hôtel du Président Goüin)
- no 36 : Hôtel de la Caisse d'épargne de Tours
- no 37 : Hôtel du Saussay (dit Goüin, Auvray, de Rochambeau, puis de l'Économie française)
- no 47 : Hôtel de Clocheville
- no 49 : Hôpital Gatien de Clocheville
- no 56 : Hôtel particulier
- no 64 : The Brunswick
- no 70 : Hôtel de Morry
- no 94 : Trésorerie générale d'Indre-et-Loire
- no 116 : Manoir Béranger, qui accueille aujourd'hui les Presses universitaires François-Rabelais, l'Institut européen d'histoire et des cultures de l'alimentation et la Cité de la gastronomie
- Palais de justice de Tours
- Un orme, au milieu des platanes, rappelle que le boulevard reprend l'emplacement d'un mail planté d'ormes.

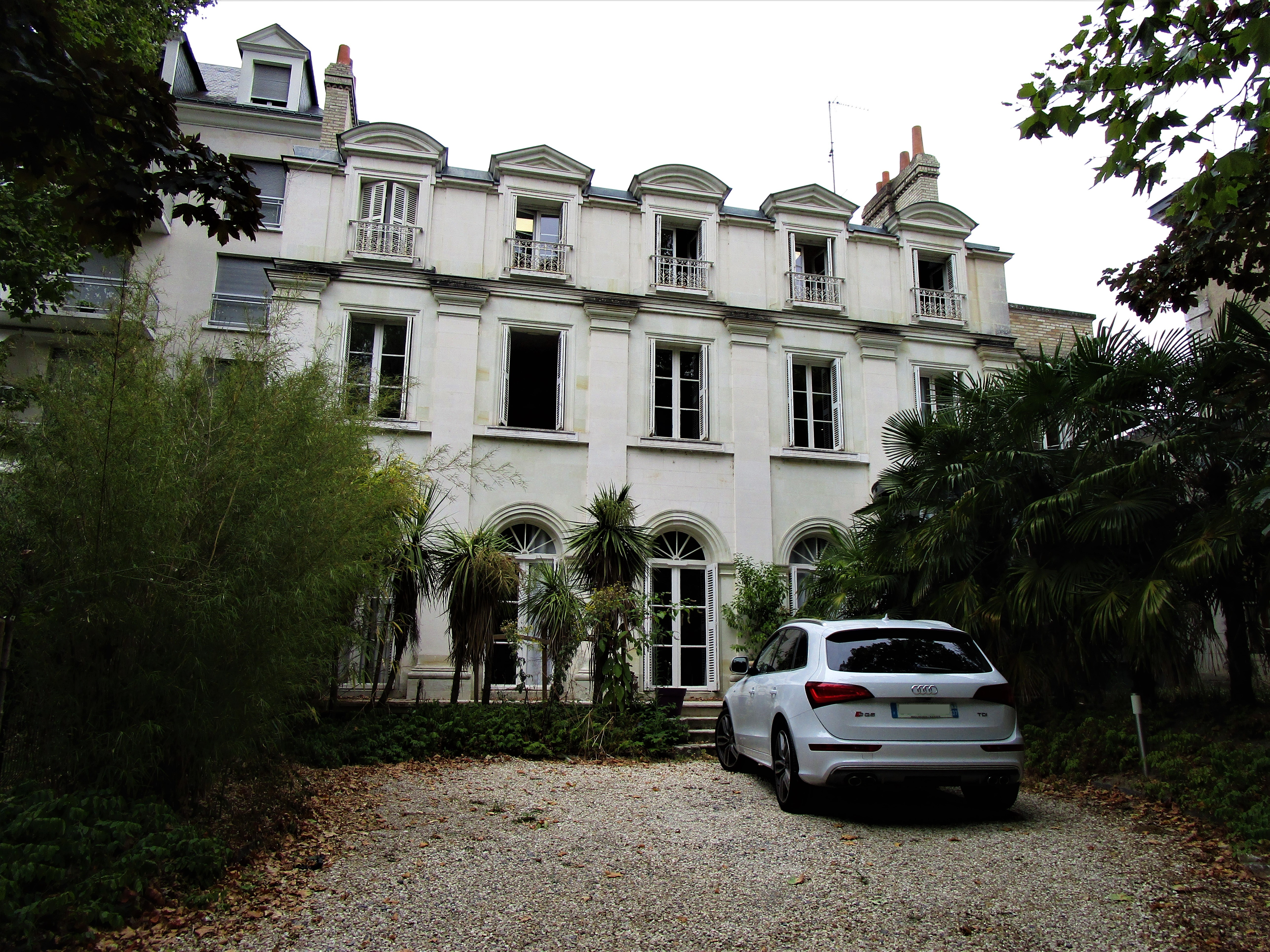
Hôtel Sagey
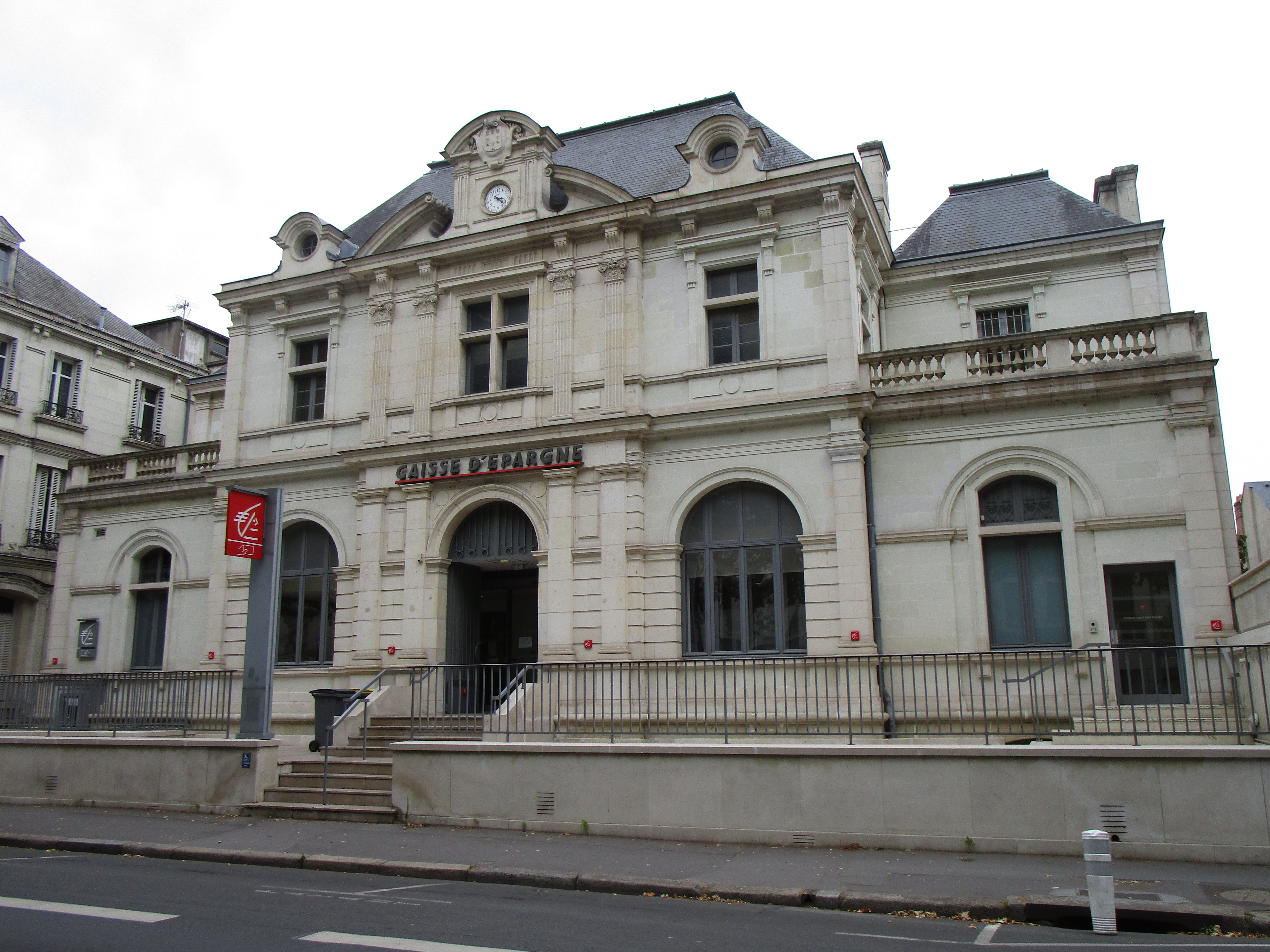
Siège de la Caisse d'épargne de Tours
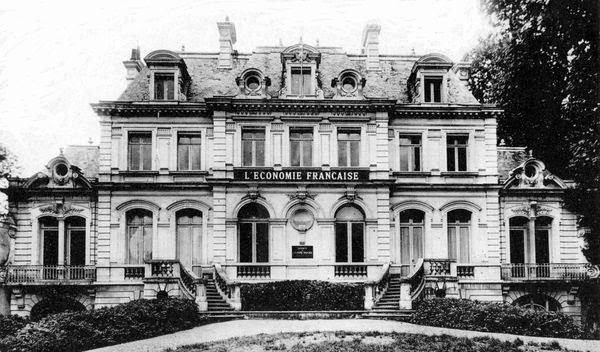
Hôtel de l'Économie française
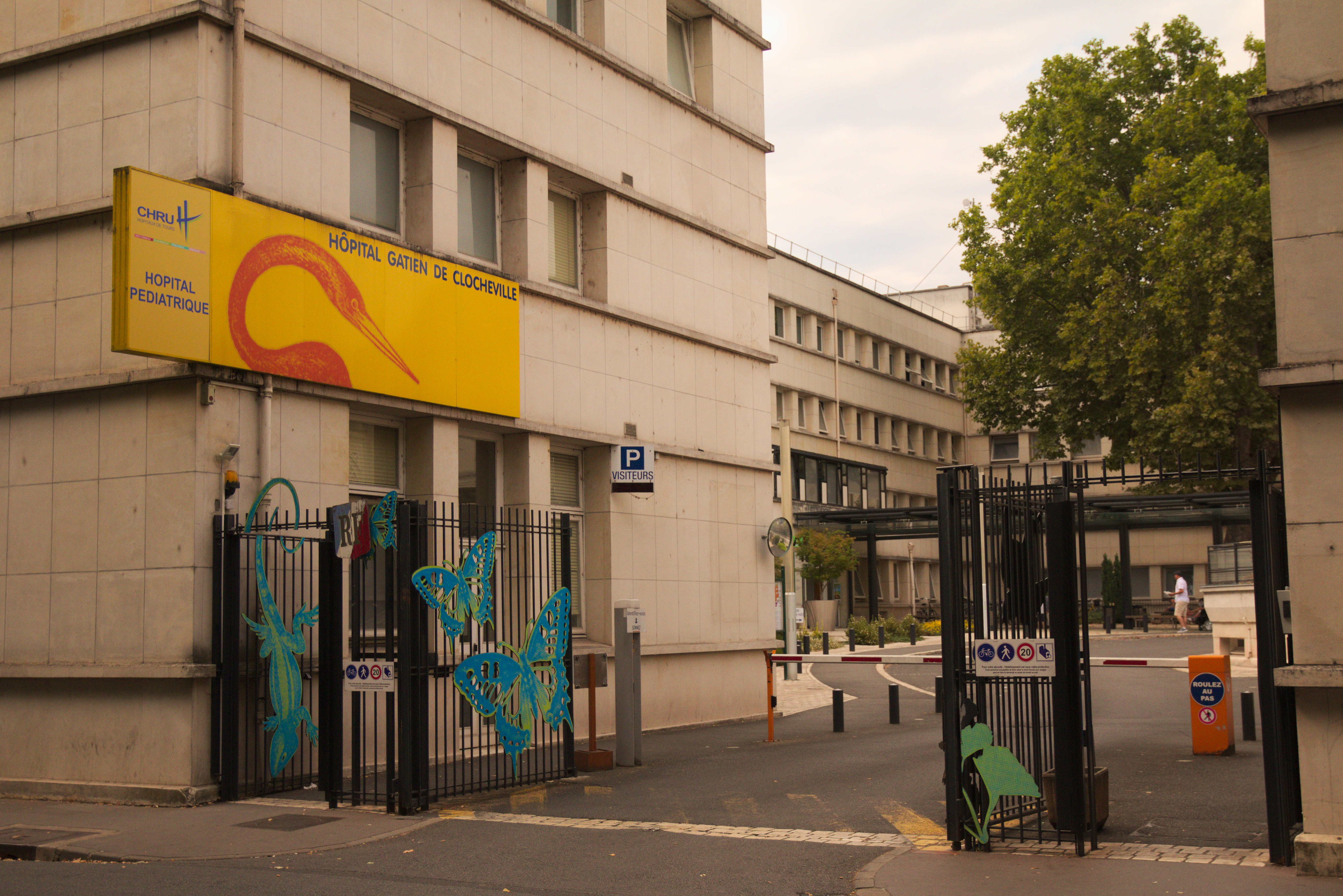
Portail principal de l'hôpital Clocheville.
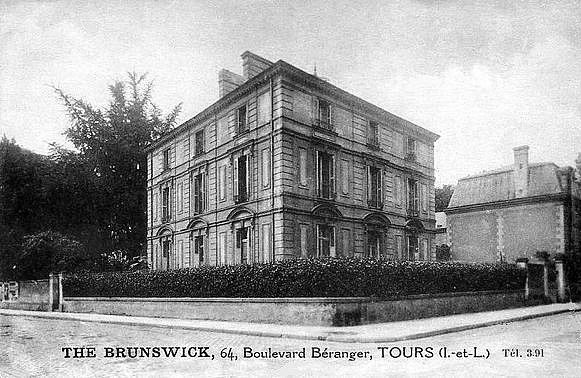
The Brunswick
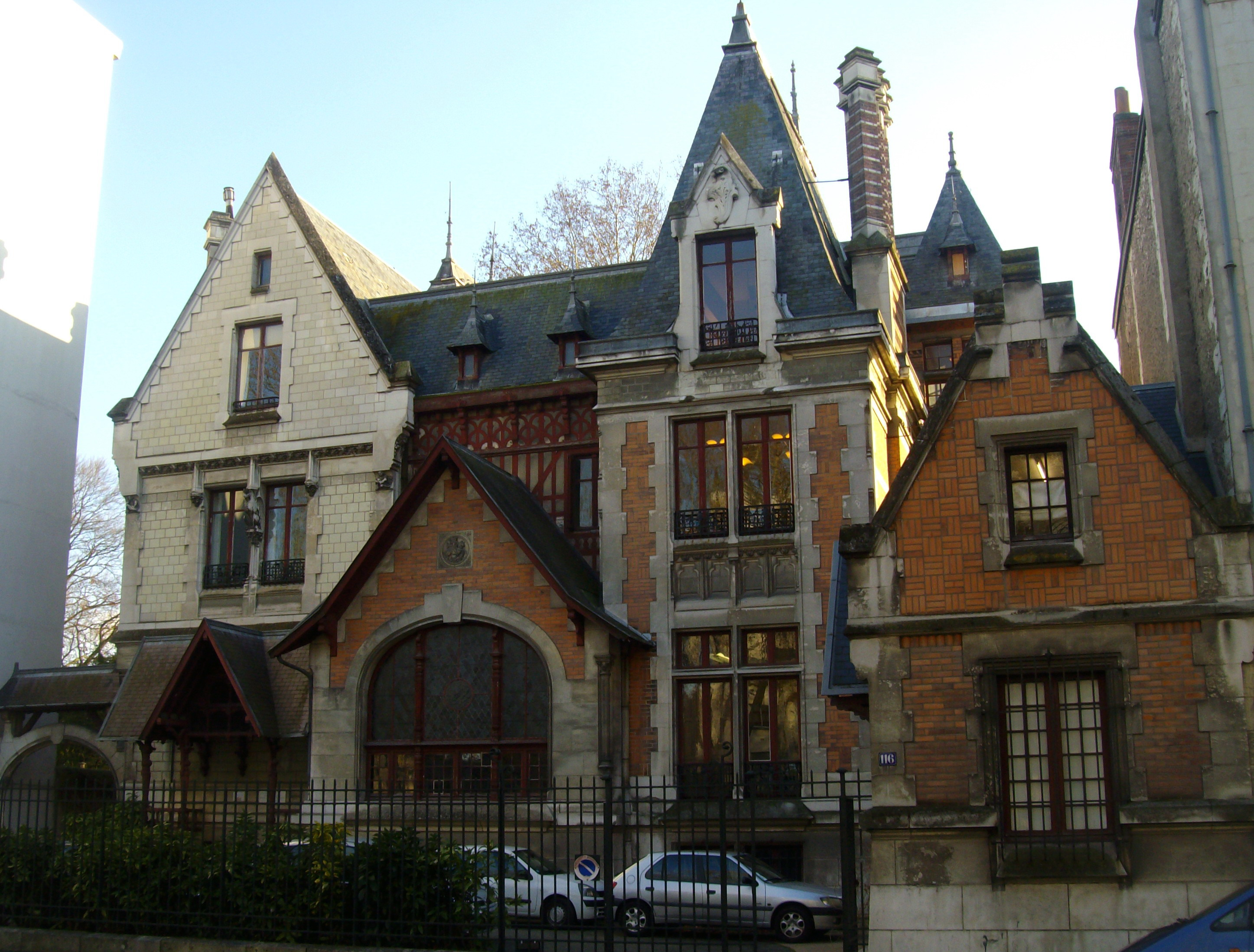
Manoir Béranger
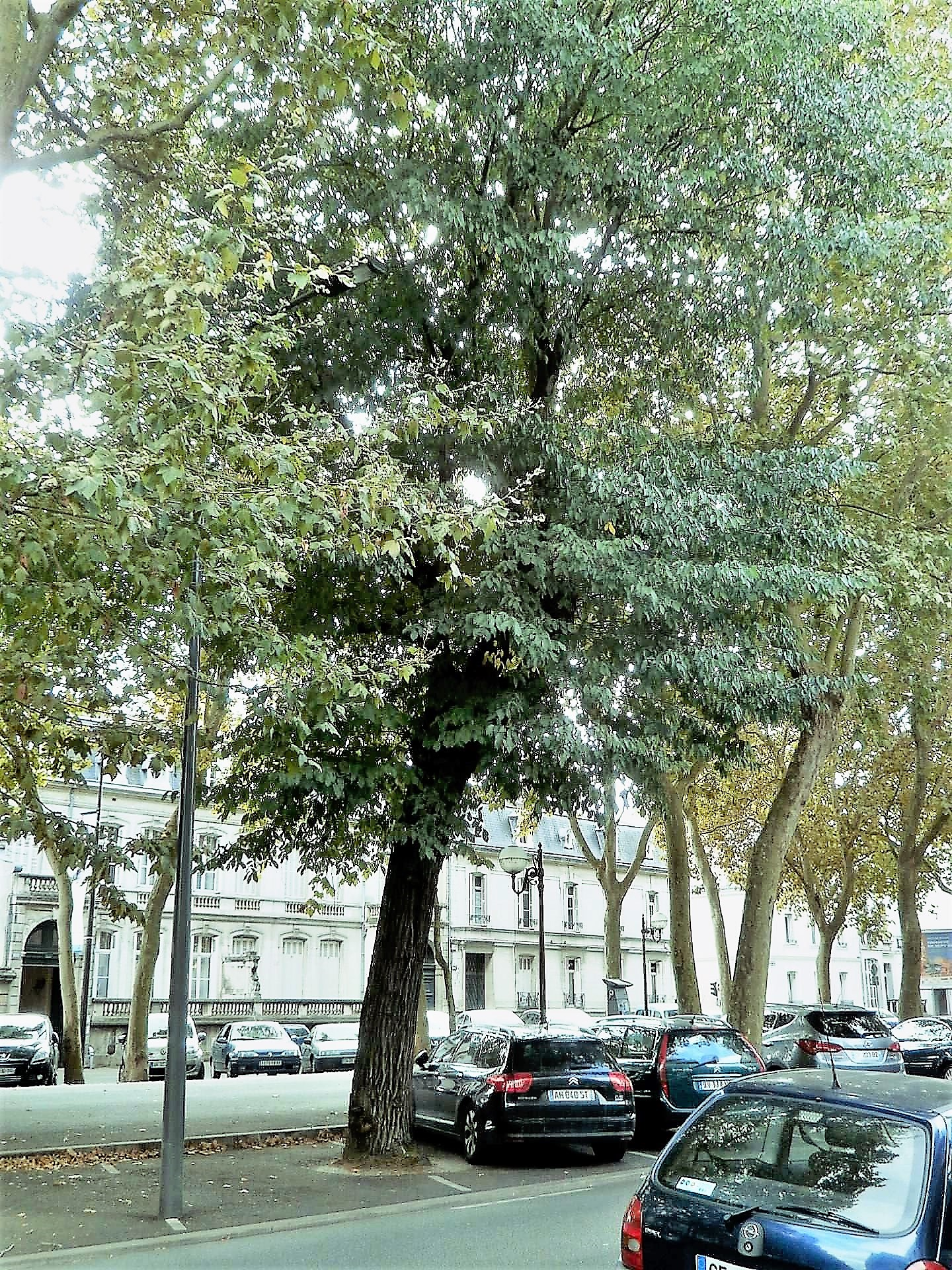
Orme sur le boulevard.

## Habitants célèbres
- Louis-Virgile-Raoul du Saussay
- Eugène Goüin
- Henri Lemaître
- Sante Vallar